# Josafá Menezes da Silva
Josafá Menezes da Silva (Salinas da Margarida, 2 gennaio 1959) è un arcivescovo cattolico brasiliano, dal 13 marzo 2024 arcivescovo metropolita di Aracaju.

## Biografia

### Formazione e ministero sacerdotale
Dopo aver conseguito il baccellierato in filosofia presso l'Università Cattolica di Salvador, quello in teologia presso la Pontificia Università Gregoriana e la laurea in antropologia teologica presso la Pontificia Università Lateranense, è stato ordinato sacerdote il 14 maggio 1989 dal cardinale Lucas Moreira Neves, O.P.
Ha ricoperto il ruolo di rettore del seminario propedeutico e professore del teologia dell'Università Cattolica di Salvador. 

### Ministero episcopale
Il 12 gennaio 2005 papa Giovanni Paolo II lo ha nominato vescovo ausiliare di San Salvador di Bahia e vescovo titolare di Gummi di Bizacena.
Il 10 marzo 2005, presso il collegio Antônio Vieira di Salvador, ha ricevuto la consacrazione episcopale dalle mani del cardinale Geraldo Majella Agnelo, co-consacranti l'arcivescovo di Belo Horizonte Walmor Oliveira de Azevedo e l'arcivescovo emerito di Fermo Cleto Bellucci. 
Il 15 dicembre 2010 è nominato da papa Benedetto XVI vescovo di Barreiras.
In seno alla Conferenza episcopale brasiliana è responsabile per l'ecumenismo e il dialogo inter-religioso e per la pastorale della comunicazione.
Il 9 ottobre 2019 papa Francesco lo ha nominato arcivescovo metropolita di Vitória da Conquista. Ha preso possesso dell'arcidiocesi il successivo 14 dicembre.
Il 13 marzo 2024 lo stesso papa lo ha nominato arcivescovo metropolita di Aracaju. Ha preso possesso dell'arcidiocesi il successivo 25 maggio.

## Genealogia episcopale
La genealogia episcopale è:
- Cardinale Scipione Rebiba
- Cardinale Giulio Antonio Santori
- Cardinale Girolamo Bernerio, O.P.
- Arcivescovo Galeazzo Sanvitale
- Cardinale Ludovico Ludovisi
- Cardinale Luigi Caetani
- Cardinale Ulderico Carpegna
- Cardinale Paluzzo Paluzzi Altieri degli Albertoni
- Papa Benedetto XIII
- Papa Benedetto XIV
- Papa Clemente XIII
- Cardinale Bernardino Giraud
- Cardinale Alessandro Mattei
- Cardinale Pietro Francesco Galleffi
- Cardinale Giacomo Filippo Fransoni
- Cardinale Carlo Sacconi
- Cardinale Edward Henry Howard
- Cardinale Mariano Rampolla del Tindaro
- Cardinale Rafael Merry del Val
- Arcivescovo Duarte Leopoldo e Silva
- Arcivescovo Paulo de Tarso Campos
- Cardinale Agnelo Rossi
- Cardinale Paulo Evaristo Arns, O.F.M.
- Cardinale Geraldo Majella Agnelo
- Arcivescovo Josafá Menezes da Silva